# 王覇
王 覇（おう は、? - 59年）は、後漢の武将。字は元伯（げんはく）。潁川郡潁陽県（河南省襄城県）の人（『後漢書』列伝10・本伝）。光武帝の功臣であり、雲台二十八将の第23位に序せられる（『後漢書』列伝12）。

## 事跡
| 姓名           | 王覇                                                                               |
| 時代           | 新代 - 後漢時代                                                                    |
| 生没年         | 生年不詳 - 59年（永平2年）                                                         |
| 字・別号       | 元伯（字）                                                                         |
| 本貫・出身地等 | 豫州潁川郡潁陽県                                                                   |
| 職官           | 功曹令史〔劉秀〕→軍正〔劉秀〕 →偏将軍〔後漢〕→討虜将軍〔後漢〕 →上谷太守〔後漢〕   |
| 爵位・号等     | 関内侯〔劉秀〕→王郷侯〔劉秀（後漢）〕 →富波侯〔後漢〕→向侯〔後漢〕 →淮陵侯〔後漢〕 |
| 陣営・所属等   | 光武帝（劉秀）                                                                     |
| 家族・一族     | 子:王符 孫: 王度 曾孫：王歆                                                        |

若くして獄吏となる。更始元年（23年）夏、漢の復興を旗印に更始帝劉玄配下の劉秀軍が潁陽に至ると、王覇は賓客数十人を率いて参加し、北上するも陽関に新の百万の軍勢を見つけると、劉秀共々昆陽に退き、ここでこの百万の軍、王莽配下の大司徒王尋・大司空王邑の兵を破った。その後、一旦帰郷した。
劉秀が劉玄の司隷校尉として潁陽に至った時、王覇は父に劉秀への従軍を願い出る。王覇の父は「吾は老いたり。軍の旅路には耐えられぬ。お前は行って努めよ」と激励し、王覇はまた劉秀に従った。劉秀が行大司馬となると、王覇は功曹令史として河北攻略に参加した。
更始元年（23年）冬、邯鄲で挙兵した王郎が劉秀を追捕しようとした際、劉秀軍は王郎の勢力下である薊県にいた。
更始2年（24年）春、王覇は涿郡虖池河渡河の功をもって軍正（軍の目付け役）となり、爵は関内侯とされた。反撃に転じた劉秀軍は邯鄲を攻め、この年夏、王覇は王郎を斬って王郷侯に封ぜられた。
建武1年（25年）、劉秀が即位すると、王覇は偏将軍を拝命した。
建武2年（26年）、富波侯に封ぜられた。
建武4年（28年）、捕虜将軍馬武と共同で、新末後漢初の群雄の一人の劉紆（劉永の子）配下の周建・蘇茂と農民反乱集団の五校との連合軍を垂恵聚（安徽省亳州市）に討ち、苦戦の末これを破った。
建武5年（29年）、討虜将軍となった。
建武6年（30年）、新安（河南省）へ屯田した。
建武8年（32年）、新安から函谷関へ屯田した。滎陽・中牟（河南省）の盗賊を討ち平らげる。
建武9年（33年）、大司馬呉漢・横野大将軍王常・建義大将軍朱祜・破姦将軍侯進らの軍5万余人とともに、北方に割拠する盧芳の軍を高柳（山西省大同市陽高県）で討たんとするも敵対する匈奴の援軍に苦戦した。王覇は上谷太守となるも、従来通り屯兵を指揮し、上谷郡外での軍事行動も許された。
建武10年（34年）、また呉漢ら4将軍の兵6万人や驃騎大将軍杜茂の軍勢とともに、遂に山西の北部で盧芳・匈奴を討った。王覇は先鋒として時に戦果を挙げたが､戦いは決着しなかった。
建武13年（37年）、食邑を加増され向侯に封ぜられた。当時、盧芳は匈奴・烏桓と連合してしばしば北辺を侵犯していた。王覇は詔により、免罪された受刑者六千余人を率いて杜茂とともに道路を整備し、代（山西省忻州市代県）から平城（山西省大同市雲州区）までの三百余里（約120km）にわたり防塁を築造した。王覇は上谷郡で二十余年を過ごした。
建武30年（54年）、淮陵侯に封ぜられた。
永平2年（59年）、病気により辞職し、後数カ月で逝去した。

## 人柄・逸話

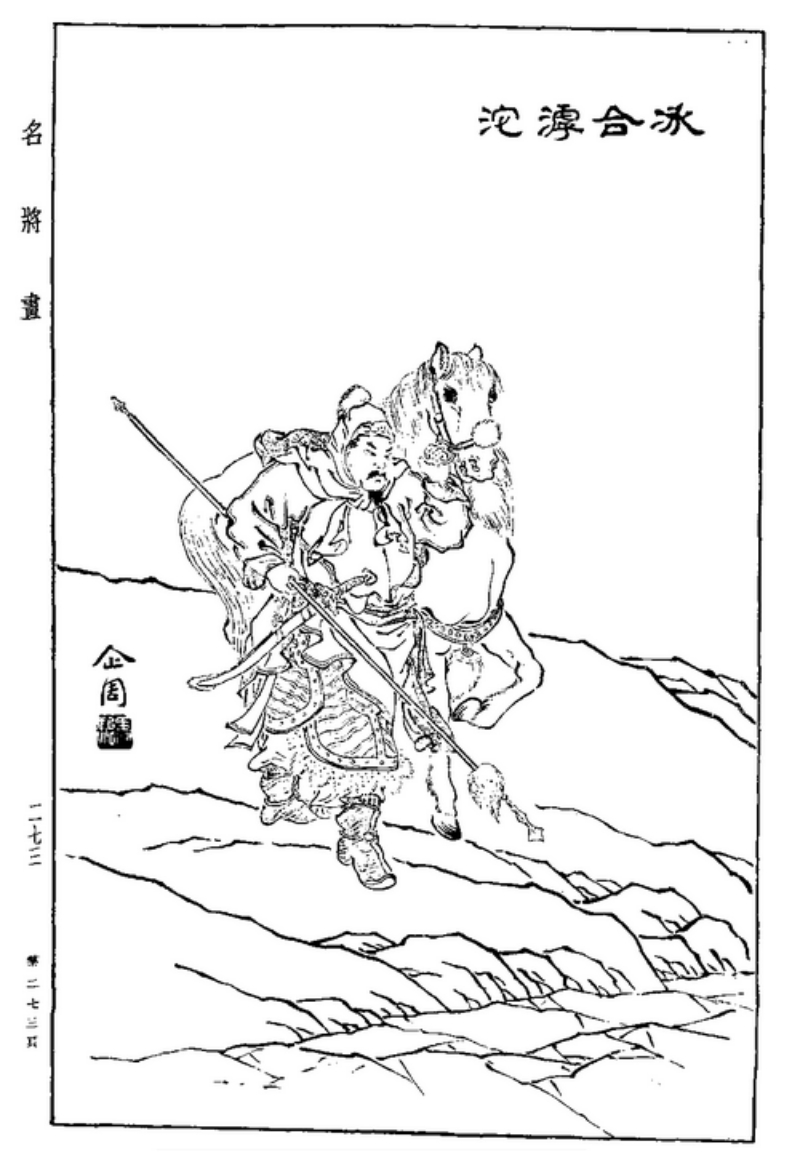
王覇

- 代々法律を修めた家に生まれ、父は郡の決曹掾であった。王覇が獄吏の職を楽しまないため、父が長安に留学させた。
- 涿郡虖池河渡河の功は以下の通りである。
劉秀が薊から南下し涿郡中を逃れる途上、前方の虖池河に船がなく渡れない旨を斥候が報告し、かつ王郎の追手が背後に迫ったことがあった。王覇は属官たちの恐怖心を除くため、自ら河を偵察して「河は凍り付いていて渡る事ができます」と偽って報告した。劉秀の軍勢が河に至ると果たして水は凍り付いており、ほぼ全員が渡河できた。劉秀は「我が衆を安心させて渡河し得たのは、そなたの力である」と賞した。王覇は「これは殿の至徳、神霊の助けです。武王白魚の応も及びません」と答えた。劉秀はまた「王覇は謀り事をもって大事をなした。ほとんど天瑞である」と讃えた。「武王白魚の応」とは、周の武王が殷の紂王を討つに際し、渡河した時に白魚が舟に飛び込んだという説話であり、勝利の瑞兆とされる。『史記』周本紀や今文『尚書』太誓篇などにみえる。
- 王覇は河北攻略では、同じ潁川郡出身の臧宮・傅俊と陣営を共にするも、独りよく兵士を慰撫し、死者は自らの衣服とともに納棺し、負傷者も自ら養生した。劉秀が臧宮・傅俊を騎都尉とし、王覇を偏将軍として両人の兵の指揮権を与えたのは、王覇が軍務に通じ兵士を愛し、単独での任務に堪える力量があったからである。
- 河北攻略は苦難の連続で、劉秀のもとから逃げ出すものが相次いだ。顔なじみが減っているのをみて、劉秀は王覇に、「潁川以来従っているのはお前だけになってしまった。疾風、勁草を知る（強い風が吹いてみて強い草がわかる、転じて困難に遭遇して初めて人の才能や人徳がわかるということ）だな。」と語った。
- 王覇は匈奴・烏桓と交戦すること数十から百回に及んだため、北辺の事情に精通するようになった。匈奴と和親すべき旨しばしば上書し、また河北の物資運搬には水運を用いて陸運の負担を減じるべき旨献策した。その提案はみな実行され、また南匈奴・烏桓は建武25年に漢に帰順した。